# 李容馬
李容馬（韓語：이용마，1969年1月10日—2019年8月21日），大韓民國記者、評論人、政治家。

## 生平
1969年生於全羅北道南原市，本貫是廣州李氏。畢業於全州高等學校，1987年進入首爾大學政治學系就讀，並親身經歷了六月民主運動的過程。在取得首爾大學政治系研究所的碩士學位之後，於1996年進入MBC電視台擔任社會記者。擔任記者期間，曾在社會、經濟、文化、外交、司法、政治等領域進行採訪報導。2012年為了訴求新聞報導自由與正義，與工會成員一起策劃了為期170天的罷工活動，因而被MBC電視台以「擾亂公司內部秩序」為由解雇。之後以「韓國社會群體分裂與政黨重組」為題，取得首爾大學研究所博士學位，四處登台演講。也曾在媒體合作工會的國民電視台主持名為「李容馬的韓國政治」談話性節目。2016年被診斷出腹膜癌末期，之後便與家人一同在位於京畿道的家中療養。
2019年8月21日，因腹膜癌病情惡化，同日上午在首爾病逝，享年50歲。

## 著作
- 《인물과 사상》. 인물과사상사. 2012년 5월호. ISBN 9771228378004
- 《세상은 바꿀 수 있습니다》. 창비. 2017년 10월 27일. ISBN 9788936486211
  - 《我相信世界可以改變：韓國MBC記者提供的鏡子》張琪惠譯（網路與書出版 、2018年）